# حلو ومر (رواية)
حلو ومر (بالإنجليزية:  Bittersweet)‏، هي إحدى روايات الروائية الأمريكية دانيال ستيل، وهي من الروايات الرومانسية.

## نبذة قصيرة
تدور أحداث الرواية عن زوجة وأم تتخلى عن عملها كمصورة فوتوجرافية محترفة لتتفرغ لبيتها وأسرتها يرفض زوجها أي فرصة عمل تعرض عليها حتى تظل مرتبطة ببيتها، إلا أنها تقابل أحد أثرياء وول ستريت وترتبط معه بصداقة ويشجعها على استعادة عملها السابق.